# Kaplica św. Piotra i św. Pawła w Krakowie
Kaplica Świętych Apostołów Piotra i Pawła – zabytkowa kaplica znajdująca się w Krakowie, w dzielnicy VIII przy ul. Madalińskiego 13, na Dębnikach.
Neorenesansowa kaplica, w formie rotundy, wzniesiona została w 1883 r. według projektu architekta Józefa Pokutyńskiego.
Była to pierwsza świątynia, którą zbudowano na Dębnikach. Ufundowałali ją: rodzina Kirchmayerów, hrabiostwo Łosiowie i  Lasoccy.
W latach 90. XX wieku przeprowadzono remont kaplicy według planów arch. Konstancji Cęckiewicz. Jej projektu i fundacji jest witraż przedstawiający patronów świątyni, został on wykonany w krakowskiej pracowni witraży Anny i Ireneusza Zarzyckich.
Kaplicę ponownie konsekrowano 12 listopada 1993 roku.

## Galeria

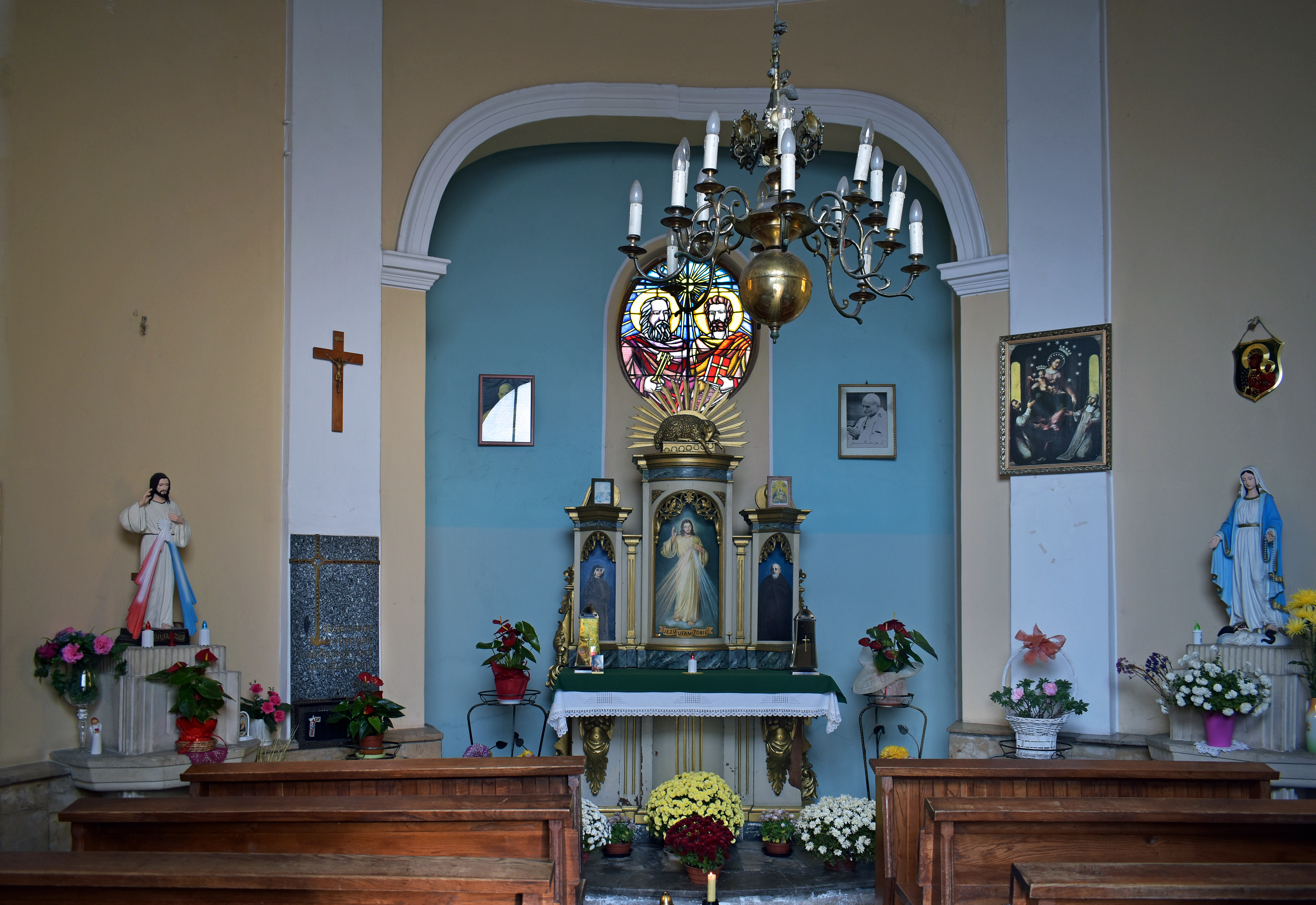
Wnętrze kaplicy